# Витољд Полонски
Витољд Алфонсович Полонски (1879 — 5. јануар 1919) био је руски глумац, познат као један од најуспешнијих и најпопуларнијих филмских глумаца у предреволуционарној руској кинематографији. Каријеру је започео 1907. у московском Малом позоришту и 1915. снимио свој први филм. Током наредне три године глумио је у неким од најпознатијих филмова свог времена. У јесен 1918. године, након Октобарске револуције, редитељ Пјотр Чарђинин је од совјетског народног комесара за образовање Анатолија Луначарског добио дозволу да са неколико других актера (укључујући и Веру Холоднују) оде на југ земље под изговором ширења револуционарна пропаганда. Убрзо након тога, Полонски се нашао у Одеси, којом су владали контрареволуционарни „бели“ Руси под заштитом трупа Антанте. Тамо је умро од тровања храном.